# Vulgarni latinski jezik
Vulgarni latinski jezik (lat. sermo vulgaris) označava dijalekte latinskog jezika koji su se govorili prvenstveno u zapadnim provincijama Rimskog Carstva, sve dok se ti dijalekti, sve se više međusobno udaljavajući, u 9. stoljeću nisu razvili u zasebne romanske jezike.
Govorni latinski razlikovao se od književnog klasičnog latiniteta u izgovoru, leksiku i gramatici. Neke odlike vulgarnog latiniteta pojavljuju se tek u kasno doba Carstva, dok su druge njegove odlike postojale u govornom latinitetu i mnogo ranije, bar u svom početnom obliku. Većina odlika vuglarnog latiniteta ukazuje na to da je on bio prije govorni nego pisani jezik: svjedočanstva koja posjedujemo o njemu upućuju na zaključak da se govorni latinski u to doba podijelio na različite dijalekte. Budući da ne postoje transkripcije govornog latinskog koji je tada bio u svakodnevnoj upotrebi, istraživanja vulgarnog latiniteta moraju se oslanjati na posredne metode.
Naše znanje o vulgarnom latinskom proizlazi iz tri glavna izvora. Prvo, komparativna metoda može uspostaviti vezu između pojedinih oblika u zabilježenim romanskim jezicima te ukazati na razlike u odnosu na klasični latinitet. Drugo, različiti tekstovi iz područja deskriptivne gramatike iz doba kasnog latiniteta kritiziraju jezične pogreške koje su pravili govornici latinskog, što nam pruža informacije o tome na koji su način govornici latinskoga u to doba upotrebljavali taj jezik. Treće, gramatičke pogreške i neklasična upotreba na koje se ponekada nailazi u kasnolatinskim tekstovima također mogu baciti svjetlo na govorni jezik.

## Definicija vulgarnog latiniteta
Riječ vulgaris znači jednostavno "običan" ili "narodni", ali za klasične filologe termin "vulgarni latinitet" ima nekoliko značenja.
1. Prvo, on označava govorni latinski jezik Rimskoga Carstva. Klasični latinitet bio je više umjetan pisani jezik i, u stvarnosti, latinski koji su širili rimski vojnici po Galiji, Hispaniji i Daciji nije uvijek bio onaj jezik koji nalazimo u Ciceronovim djelima. U ovom značenju, vulgarni latinitet bio je govorni jezik, za razliku od "kasnolatinskog", koji je predstavljao pisani jezik i koji u općim karakteristikama pokazuje relativno male razlike u odnosu na pretpostavljeni klasični standard.
2. Drugo, on označava jezik koji bi bio hipotetski predak romanskih jezika, tzv. protoromanski. Taj konkretni jezik ne poznajemo iz neposrednih svjedočanstava, s iznimkom nekoliko natpisa u obliku grafita. Taj latinski pretrpio je značajan broj važnih promjena, uključujući i fonetske, a može se rekonstruirati komparativnom lingvističkom metodom, uspoređujući rezultate tih promjena onako kako se oni pojavljuju u narodnim romanskim jezicima.
3. U istom ovom užem značenju, vulgarnim latinitetom naziva se ponekad hipotetski protoromanski jezik iz kojega su nastali zapadni romanski jezici: govori koji se nalaze sjeverno i zapadno od linije La Spezia – Rimini, u Francuskoj te na Pirenejskom poluotoku, kao i romanski jezici u sjeveroistočnoj Africi, od kojih gotovo da nije ostalo nikakvih tragova. Prema ovom gledištu, talijanski koji se govori u jugoistočnoj Italiji, rumunjski i dalmatski jezik imali su poseban razvoj.
4. Na kraju, termin "vulgarni latinski" upotrebljava se i da se opišu gramatičke inovacije koje se nalaze u nekim tekstovima napisanim kasnolatinskim jezikom, na primjer u spisu Peregrinatio Aetheriae (kraj 4. st.), u kojem je jedna hodočasnica opisala svoj put u Palestinu i na Sinaj, ili u djelima Grgura Tourskog. Budući da su pisana svjedočanstva vulgarnog latiniteta veoma rijetka, ova djela su veoma korisna klasičnim filolozima, prije svega jer ponekada sadrže »greške« koje nam daju uvid u govore koji su bili u upotrebi tokom razdoblja u kojem su pisani.

Neka književna djela, koja međutim nisu pisana jezikom visokog stila, nastala u klasičnom razdoblju rimske književnosti, također mogu osvijetliti strukturu vulgarnog latiniteta. Plautove i Terencijeve komedije, u kojima značajnu ulogu igraju likovi koji su robovi, čuvaju neke osnovne prvobitne oblike kasnolatinskog jezika, a isti je slučaj i s dijaloškim dijelovima Petronijeve Trimalhionove gozbe.
Vulgarni latinski imao je različite razvojne puteve u različitim rimskim provincijama, a ti su putevi rezultirali postupnim nastajanjem francuskog, talijanskog, španjolskog, rumunjskog, katalonskog i retoromanskog jezika. Premda je latinski ostao službeni jezik, vulgarni latinski bio je narodni jezik, i to sve dok se ti novi lokalizirani oblici nisu toliko međusobno udaljili da su prerasli u nove standarne jezike. Prema tome, smatra se da se vulgarni latinski izgubio od trenutka kada su lokalni dijalekti počeli stjecati sve više vlastitih odlika koje su ih učinile posebnim jezicima. Ovi protoromanski jezici transformirali su se u isto vrijeme i u jednakoj mjeri u romanske jezike, i može se reći da se ta transformacija dovršila onda kada se u svakome od tih jezika mogao razlikovati poseban oblik.
Smatra se da je tokom 3. stoljeća došlo do važnih promjena u leksiku i morfologiji vulgarnog latiniteta, npr. equus (=konj) prešlo je u caballus ili cavallus, što je kasnije dalo francuski oblik cheval. Nedavna su istraživanja izgleda pokazala da se i izgovor počeo razlikovati: već je počeo nalikovati izgovorima suvremenih romanskih jezika. Prema ovim istraživanjima, najznačajniji primjer ovih promjena pronađen je u okolini Napulja. Međutim, sve se te promjene nisu događale na isti način na cijelom teritoriju Rimskog Carstva, pa su se stoga najveće razlike možda nalazile između različitih oblika vulgarnog latiniteta u najudaljenijim provincijama, na što je djelomice utjecalo i prihvaćanje novih korijena riječi iz drugih jezika koji su se na tim područjima govorili. Zbog svega toga valja primijetiti da se ova teorija većim dijelom oslanja na rekonstrukciju a posteriori, prije nego na tekstove.
U stoljećima koja su uslijedila nakon pada Rimskog Carstva, vulgarni latinitet i pisani kasnolatinski jezik postojali su paralelno, jer su obrazovani ljudi, koji su inače govorili nekim od lokalnih romanskih govora, u pisanju upotrebljavali korektnu gramatiku i točan pravopis, pa je rezultat bio pisani jezik na koji su utjecale norme klasičnog latiniteta. Međutim, na Trećem saboru u Toursu 813. godine svećenicima je naloženo neka propovijedaju na lokalnim narodnim narječjima kako bi ih stanovništvo moglo bolje razumjeti. Ta narodna narječja bila su kako rustica lingua romanica – oblik vulgarnog latiniteta koji se u to doba jasno razlikovao od starog crkvenog latiniteta – tako i dijalekti njemačkog jezika. To je bio važan trenutak u razvoju vulgarnog latiniteta. Godine 842., dakle nepunih trideset godina nakon tourskog sabora, u Zakletvi iz Strasbourga prvi je put zabilježen jedan sporazum – između dvojice nasljednika Karla Velikog, zapisan na jednom romanskom jeziku koji nije latinski.
Odlomak iz teksta Zakletve glasi:
»Pro Deo amur et pro christian poblo et nostro commun salvament, d'ist di in avant, in quant Deus savir et podir me dunat, si salvarai eo cist meon fradre Karlo et in ajudha et in cadhuna cosa, si cum om per dreit son fradra salvar dift, in o quid il me altresi fazet, et ab Ludher nul plaid numquam prindrai, qui, meon vol, cist meon fradre Karle in damno sit.«
Prijevod:
»Za ljubav Božju i za kršćanski narod i naše zajedničko spasenje, od danas pa sve dok me Bog bude darovao zdravljem i moći, pomagat ću svom bratu Karlu svojom pomoći i u svakoj stvari, kako svatko i treba vlastitom bratu pomagati, prema pravdi, pod uvjetom da i on isto čini za mene, i da nikada s Lotarom neću sklopiti nikakav savez koji bi, po mojem saznanju, mogao biti štetan po mojega brata Karla.«
U kasnolatinski jezik, čije je središte i dalje bio Rim, vjerojatno su prodirale ove novine, bilježeći promjene do kojih je dolazilo u bližoj okolici, koja se može otprilike poistovjetiti s Italijom. Službeni je latinski još uvijek bio nepromijenjen i »nepromjenjiv«, s jedne strane zahvaljujući kodifikaciji rimskog prava koju je poduzeo car Justinijan (Corpus iuris civilis), a s druge strane, zahvaljujući crkvi. Taj jezik bio je konačno unificiran u srednjovjekovnim rukopisima i definitivno razdvojen od vulgarnoromanskih idioma koji su se do tada ustanovili kao zasebni jezici. Pisani jezik nastavio je postojati kao srednjovjekovni latinski. Narodni romanski dijalekti pojavili su se kao zasebni jezici i počeli su razvijati vlastite gramatičke i pravopisne norme. Od tada se više ne može govoriti o vulgarnom latinitetu, jer jezik kojim se u svakodnevnom životu tada govorilo više nije bio latinski već neki od novonastalih romanskih jezika.

## Fonologija

### Samoglasnici
| Samoglasnik                                                           | Samoglasnik | Izgovor  | Izgovor  |
| Samoglasnik                                                           | Samoglasnik | Klasični | Vulgarni |
| --------------------------------------------------------------------- | ----------- | -------- | -------- |
| A, a                                                                  | kratko a    | [a]      | [a]      |
| Ā, ā                                                                  | dugo a      | [aː]     | [a]      |
| e, e                                                                  | kratko e    | [e]      | [ɛ]      |
| Ē, ē                                                                  | dugo e      | [eː]     | [e]      |
| I, i                                                                  | kratko i    | [i]      | [e]      |
| Ī, ī                                                                  | dugo i      | [iː]     | [i]      |
| O, o                                                                  | kratko o    | [o]      | [ɔ]      |
| Ō, ō                                                                  | dugo o      | [oː]     | [o]      |
| U, u                                                                  | kratko v(u) | [u]      | [o]      |
| Ū, ū                                                                  | dugo v(u)   | [uː]     | [u]      |
| Y, y                                                                  | kratko y    | [y]      | [i]      |
| Y, y                                                                  | dugo y      | [yː]     | [i]      |
| Ae, ae                                                                | ae          | [ai]     | [ɛ]      |
| Oe, oe                                                                | oe          | [oi]     | [e]      |
| Au, au                                                                | av          | [au]     | [au]     |
| (v. Međunarodna fonetska abeceda za značenje upotrijebljenih simbola) |             |          |          |

S kraja Rimskog Carstva dogodila se važna promjena koja je proizvela kaos u cijelom dotadašnjem fonetskom sustavu i ostavila traga u svim romanskim jezicima. Latinski je imao deset različitih samoglasnika: dugo i kratko /a/, /e/, /i/, /o/, /u/, tri dvoglasa (diftonga): /ae/, /oe/, /au/ (kojima neki dodaju i diftong /ui/), dok dugo i kratko -y- (tj. /ü/) treba smatrati posuđenicom iz grčkog jezika. 
U navedenom razdoblju došlo je do postupne promjene u mjestu artikulacije samoglasnika, a uz to i do promene u kvantiteti, koja je utjecala na sve samoglasnike osim na samoglasnik /a/. Dugi su se samoglasnici kratili, a kratki produžavali, sve dok nisu završili kao poluotvoreni. Promjene do kojih je došlo mogu se zabilježiti na sljedeći način:
- [e:] > [e] i [e] > [ε]
- [i:] > [i] i [i] > [ə]
- [o:] > [o] i [o] > [ɔ]
- [u:] > [u] i [u] > [o]

Kao posljedica te promjene, iz sustava dvostrukog seta samoglasnika koji je postojao u klasičnom latinitetu nastao je nestabilniji jednostruki sustav, koji se zbog svoje strukture različito razvio u svakom romanskom jeziku.
U samoglasničkom trokutu te se promjene bilježe ovako:
Klasični latinski:
| ī i | u ū |
| ē e | o ō |
| ā a |     |

Vulgarni latinski:
| /i/ /ɪ/ | /ʊ/ /u/ |
| /e/ /ɛ/ | /ɔ/ /o/ |
| /a/     |         |

Mješavina koja je nastala u fonološkom sustavu proizvela je amalgamaciju, koja je dodatno povećala njegovu nestabilnost. Promjene samoglasnika [o:], [u] u [o], kao i samoglasnika [e:], [i] u [e] – da se ne spominje monoftongizacija dvoglasa [ae], [oe] u [e/ε] – poremetile su ravnotežu klasičnog sustava samoglasnika i odnos između dugih i kratkih samoglasnika. Na to ukazuju neke odlike kasnog latiniteta. Na primjer, postalo je teško uhom čuti te shvatiti nekadašnju razliku između izgovora riječi ōs (= usta, lice) i izgovora reči ŏs (= kost) ili između riječi vās (= posuda) i văs (= jamac), a zbrku je svakako uvećalo i slabljenje razlike između glagolskih oblika tipa vĕnit (= dolazi) i vēnit (= došao je).
U navedenim je promjenama ključna bila uloga dinamičkog naglaska, koji je prouzrokovao, s jedne strane, duženje naglašenih samoglasnika i nakon toga njihovo očuvanje u romanskim jezicima, a s druge strane, razvijanje u dva samoglasnika (tj. diftongizaciju) i zatvaranje ili slabljenje nenaglašenih slogova.
Kao posljedica toga, latinske riječi pira (= kruška) i vēra (= istinita) imale su sličan odraz u romanskim jezicima, osim što se naravno njihovi fonetski principi razlikuju: tal./šp. pera, vera;  stfr. poire, voire. Latinski akuzativi jednine nuce(m) (= orah; (nominativ: nux) i vōce(m) (= glas; nominativ: vox) također su imali gotovo isti odraz u većini romanskih jezika: tal. noce, voce, port. noz, voz i fr. noix, voix. Ova promjena ne opaža se u rumunjskom i sardinskom jeziku.
Klasični dvoglasi pretrpjeli su značajne promjene, naročito dvoglasi /ae/ i /oe/, koji su se razvili u [ε] i [e], i čiji je izgovor bilo teško međusobno razlučiti. Dvoglas /oe/ bio je rijedak već u klasičnom latinskom i predstavljao je srednju fazu razvoja starog dvoglasa [oi] > [oe] > [e], a isti je slučaj bio i s dvoglasom [ai] > [ae] > [e]. Promjene je pretrpio i dvoglas [au/av], kako je vidljivo iz mlađeg izgovora Clodius u odnosu na klasični Claudius (= Klaudije), ali ipak ta promjena nije bila opća i karakteristična je za niži »stil« iz prvog carskog perioda. Premda se dvoglas [au/av] na početku riječi održavao, u različitim romanskim jezicima zapažamo tendenciju njegove monoftongizacije, sve dok se nije razvio u [o], npr. lat. aurum (= zlato), fr. or, tal. oro. 
S druge strane, kratki samoglasnici [o], [e] pokazuju nestabilnost. Vidljiva je tendencija njihovog razvijanja u dvoglase sastavljene od novih samoglasničkih vrijednosti, različitih u svakom romanskom jeziku. 
Primjeri:
- Latinska riječ focus (= ognjište) proširila se u protoromanskom razdoblju – s akuzativom focu(m) – u značenju vatra, zamijenivši tako klasičnu latinsku riječ ignis. Rezultat je diftongizacija u više romanskih jezika: fr. feu, tal. fuoco, šp. fuego.

- Produženje naglašenih samoglasnika osnažilo je tendenciju diftongizacije. Latinska riječ pes, pedis (= stopalo, noga) ušla je u romanske jezike preko akuzativnog oblika pede(m), što je u francuskom dalo oblik pied (s dvoglasom). Slično tome, latinski rex, regis (= kralj) predstavljao je polaznu točku od koje je nastao francuski roi.

U francuskom i talijanskom ove se promjene opažaju samo u otvorenim slogovima. U španjolskom je pak do diftongizacije dolazilo neovisno o fonetskom okruženju samoglasnika, što je dovelo do jednostrukog sustava s pet naglašenih i nenaglašenih samoglasnika. Portugalski uopće ne pokazuje diftongizaciju: npr. focus > port. fogo (= vatra). Rumunjski pokazuje diftongizaciju kratkog /e/: npr. lat. ferrum > rum. fier (= željezo), ali ne i kratkog /o/ (lat. focus > rum. foc).
Portugalski je u određenoj mjeri izbjegao nestabilnost samoglasničkog sustava koji je naslijedio iz vulgarnog latinskog, jer je u potpunosti očuvao razliku koja je u latinskom postojala između dugih i kratkih samoglasnika u zatvorenim i otvorenim slogovima. Latinsko dugo ē i ī postali su u portugalskom zatvoreni samoglasnici, koji se bilježe kao ê i ô ako su naglašeni, dok su njihovi kratki ekvivalenti prešli u otvorene samoglasnike, koji se bilježe kao é i ó kada su naglašeni. Ipak, određeni stupanj nestabilnosti proistekao je iz nenaglašenog o, koje je dalo [u], i iz nenaglašenog e, koje je dalo [i] ili [ɔ].
Sličan fonetski razvoj opaža se i u katalonskom jeziku. Latinsko kratko o dalo je otvoreni samoglasnik, dok je kratko e prešlo u zatvoreno [e] u zapadnim dijalektima, odnosno u [ə] (šva) u istočnim. Šva se postupno razvilo u otvoreniji glas, ali se na Balearima održalo kao srednji samoglasnik sve do danas. U istočnim katalonskim dijalektima opaža se stanovita nestabilnost samoglasnika, kao i u portugalskom: nenaglašeni samoglasnici /e/, /o/ prelaze u šva (pokazuje se da ova promjena uopće nije utjecala na /e/ koje se nalazilo neposredno prije naglašenog sloga i koje se u izgovoru i dalje susreće u dijelu Baleara), a – s iznimkom Majorke – nenaglašeno /o/, /u/ davalo je [u].
Sljedeća tablica pokazuje samoglasničke promjene do kojih je došlo u romanskim jezicima u odnosu na vulgarni latinski:
|           | Klasični latinski | Vulgarni latinski | Talijanski | Talijanski | Španjolski | Francuski | Francuski | Primjeri                                       |
| --------- | ----------------- | ----------------- | ---------- | ---------- | ---------- | --------- | --------- | ---------------------------------------------- |
| zatvoreno | Klasični latinski | Vulgarni latinski | otvoreno   | zatvoreno  | Španjolski | otvoreno  |           | Primjeri                                       |
| a         | /a/               | /a/               | a          | a          | a          | a, au     | e, ie     | cantō "pjevam", canis "pas"                    |
| ā         | /a:/              | /a/               | a          | a          | a          | a, au     | e, ie     | aestātem (akuzativ) ljeto                      |
| ae        | /ai/              | /ɛ/               | è          | ie, è      | ie         | e, eau    | ie        | caelum nebo                                    |
| e         | /e/               | /ɛ/               | è          | ie, è      | ie         | e, eau    | ie        | tempus vrijeme, pedem (akuzativ) stopalo, noga |
| oe        | /oi/              | /e/               | é          | é          | e          | e (eu)    | oi        | poena kazna                                    |
| ē         | /e:/              | /e/               | é          | é          | e          | e (eu)    | oi        | stēlla zvijezda, tēla tkanje                   |
| i         | /i/               | /ɪ/               | é          | é          | e          | e (eu)    | oi        | minus manje                                    |
| y         | /y/               | /ɪ/               | é          | é          | e          | e (eu)    | oi        |                                                |
| ī         | /i:/              | /i/               | i          | i          | i          | i         | i         | fīlius sin                                     |
| ȳ         | /y:/              | /i/               | i          | i          | i          | i         | i         |                                                |
| o         | /o/               | /ɔ/               | ò          | uo, ò      | ue         | o         | eu, œu    | porta vrata, cor srce                          |
| ō         | /o:/              | /o/               | ó          | ó          | o          | ou        | eu        | hōra sat                                       |
| u         | /u/               | /ʊ/               | ó          | ó          | o          | ou        | eu        | mustum mošt, lupus vuk                         |
| ū         | /u:/              | /u/               | u          | u          | u          | u         | u         | prūna žar                                      |
| au        | /aw/              | /aw/              | ò          | ò          | o          | o         | o         | causa stvar                                    |

### Suglasnici
Promjena koja je imala gotovo pravilan razvoj u vulgarnom latinitetu bila je palatalizacija suglasnika /k/, /t/ i često /g/. Jedini romanski jezici u kojima se ovaj razvoj ne opaža bili su dalmatski i neki dijalekti sardinskog. Na primjer, latinsko celum [kælum] (= nebo) nalazi se u romanskim jezicima s inicijalnim sibilantom: tal. cielo, fr. ciel, šp. cielo', port. céu, kat. cel.
Latinski polusamoglasnici /w/, /j/, koji su se bilježili kao v, i (npr. vinum, iocunda)  dobili su naposljetku čisto suglasnički izgovor /v/ i /dj/. Ipak, intervokalski /b/ i /w/ ili /v/ često su se stapali u srednji bilabijalni glas [β].
Valja primijetiti da u latinskoj abecedi nije postojala razlika između grafema u i v te i i j, kao u novijem razdoblju. Velika slova U i J nisu postojala, a mala j i v predstavljala su samo drugačije grafije slova i i u. Te drugačije grafije upotrebljavale su se uglavnom na početku riječi, i to u estetske svrhe u rukopisima ili da bi se slova i i u razlikovala od oblikom sličnih slova n i m. Tek od 16. st. daje se suglasnička vrijednost grafemima j i v, dok i i u označavaju isključivo samoglasnike. Ova klasifikacija vjerojatno potječe od činjenice da se suglasnička vrijednost slova I i V ipak češće nalazi na početku riječi. Tek tada uvedeno je i pisanje velikih slova U i J, s obzirom na to da se i u pisanju velikih slova počela bilježiti razlika u fonološkoj vrijednosti.
Promjena vrijedna pažnje koja se javlja u zapadnim romanskim područjima bilo je uvođenje protetskog samoglasnika u riječima koje su počinjale suglasničkom skupinom #sC- (s + suglasnik). Na primjer, lat. spatha (< grč. σπάθη, sablja) prešlo je u španjolski i portugalski kao espada, u katalonski kao espasa, a u francuski kao épée. Istočni romanski jezici zadržali su eufoniju dodajući, po potrebi, samoglasnik članu koji prethodi takvoj imenici: tako u talijanskom nema protetskog samoglasnika u la spada (= sablja), ali se zato muški član il mijenja u lo kada mu slijedi skupina koja to zahtijeva: lo studio (= učenje). 
Gubitak završnih suglasnika doveo je do remećenja kategorije gramatičkog roda u romanskim jezicima. U klasičnom latinskom jeziku završeci -us, -um odražavali su razliku između muškog i srednjeg roda i istovremeno ukazivali na to nalazi li se riječ u nominativu ili akuzativu. Slabljenje, a zatim i obezvučenje završnih -s i -m dovelo je do stapanja imenica muškog i srednjeg roda, što se opaža u svim romanskim jezicima. Neke riječi srednjeg roda, npr. gaudia (= radost; mn. od jd. gaudium), prešle su u ženski rod zbog slučajne sličnosti leksičkih završetaka.
Završetak -m počeo je, kako se čini, iščezavati još u razdoblju iz kojega potječu prvi latinski natpisi. Na primjer, na nadgrobnom spomeniku Lucija Kornelija Scipiona († o. 150. pr. Kr.) nalazi se epitaf koji glasi: TAVRASIA CISAVNA SAMNIO CEPIT, što bi, zapisano klasičnim latinskim, glasilo: Taurāsiam, Cisaunam, Samnium cēpit. Dakle, završno -m održavalo se samo postojanošću književnog jezika, premda se u poeziji iz metričkih razloga često tretiralo kao bezvučno.

### Svjedočanstva promjena
Kao što je bio slučaj i s helenističkom koine, važni pokazatelji promjena nalaze se u traktatima koji te promjene kritiziraju. S kraja 3. st. potječe tekst o latinskom jeziku pod naslovom Appendix Probi, koji je zapravo zbirka riječi (glosā), gdje se umjesto vulgarnolatinskih riječi koje su tada bile u upotrebi preporučuje upotreba ispravnih klasičnih oblika. Takva svjedočanstva obično razotkrivaju tendencije koje su prevladavale u govornom jeziku, bilo u pogledu leksika bilo u pogledu morfologije, te ukazuju na pravac tih promjena.
Glose navedene u spisu Appendix Probi ukazuju na to da su na djelu bile sljedeće promjene:
- Sinkopa, tj. gubitak nenaglašenih samoglasnika (masculus, non masclus)
- Redukcija slogotvornih samoglasnika /e/ i /i/ na /j/ (vinea, non vinia)
- Nestanak razlike između glasova /o/ i /u/ (coluber, non colober), te između /e/ i /i/ (dimidius, non dimedius)
- Ujednačavanje nepravilnih oblika (glis, non gliris).
- Ujednačavanje oblika gramatičkog roda (pauper mulier, non paupera mulier)
- Nestanak razlike između intervokalskih /b/ i /v/ (bravium, non brabium)
- Upotreba deminutiva umjesto uobičajenih oblika (auris, non oricla; neptis, non nepticla)
- Gubitak nazala koji se nalaze u završnom slogu (mensa, non mesa) ili nepravilno umetanje hiperkorektnih nazala (formosus, non formonsus).

Neki oblici koje Appendix Probi kritizira zapravo su u romanskim jezicima naposljetku prevladali: oricla (= uho), a ne klasični oblik auris, jest izvor iz kojeg je potekla francuska imenica oreille, katalonska orella, španjolska oreja, talijanska orecchio, rumunjska ureche i portugalska orelha. Klasični latinski oblik auris nije se nigdje održao.

## Leksik
Neke riječi iz klasičnog latiniteta ne pojavljuju se u leksiku vulgarnog latinskog jezika, iako se njihovi tragovi mogu naći u različitim romanskim jezicima. Klasično equus (= konj) postupno je zamijenjeno imenicom caballus, kako pokazuju suvremeni oblici (ali valja primijetiti iapă u rumunjskom, èbba u sardinijskom, yegua u španjolskom, egua u katalonskom i égua u portugalskom, sve sa značenjem = kobila, a porijeklom od klasičnog latinskog equa).
Valja primijetiti da su neke riječi iz klasičnog latiniteta, kojih nema u vulgarnom latinskom, ušle u srednjovjekovni i novovjekovni latinski kao učene posuđenice iz rimskih književnih djela. Leksičke promjene utjecale su čak i na temeljne gramatičke čestice i latinske veznike, od kojih je značajan broj, kao posljedica toga, iščezao gotovo bez traga u romanskim jezicima, npr. an (= li), at (= ali), autem (= a, pak), donec (= dok), enim (= naime), ergo (= dakle), etiam (= također), haud (= ne), igitur (= stoga), ita (= tako), nam (= naime), postquam (= pošto), quidem (= čak), quin (= da ne), quoque (= također, i), sed (= ali), vel (= ili) itd. To naravno ne znači da je vulgarni latinski «izgubio» mogućnost da izrazi vezničke i sintaktičke odnose koji su se izricali pomoću navedenih riječi ni da je osiromašio: te funkcije preuzeli su uglavnom drugi veznici ili su se one izricale opisno.
S druge strane, osnovni latinski vokabular nije imao jednak razvoj u romanskim jezicima, jer su se učeni i vulgarni oblici jedinstvenog latinskog jezika tokom cijele povijesti međusobno znatno razlikovali. Na primjer, vulgarni latinski ne čuva suptilnu razliku u značenju između klasičnih zamjeničkih pridjeva omnis (= svaki, sav) i totus (= cio, čitav). Međutim, u različitim jezicima nalaze se tragovi oba ova pridjeva: tal. ogni (= svaki) čuva latinsko omnes (mn.), dok drugi jezici upotrebljavaju u istom značenju oblike koji su nastali iz lat. totum (akuzativ od totus): tal. tutto, šp. todo, fr. tout, port. tudo, kat. tot, rum. tot.
Ipak, činjenica da je formalno obrazovanje i dalje bilo zasnovano na klasičnom latinitetu imala je za posljedicu to da su u vokabular i dalje prodirale latinske riječi porijeklom iz visokog ili učenog književnog stila, te da su se one ustaljivale u jeziku, ponekad čak i kad je već postojao paralelan vulgarnolatinski oblik. Takve riječi lako se prepoznaju po tome što ne pokazuju očekivane fonetske promjene.
Primjeri:
- Latinski komparativ mājor (= veći) razvio se pravilno u fr. maire (= gradonačelnik), gdje je očigledno da je polusamoglasnik -j- izgubio svoju suglasničku vrijednost i doveo do fonetske promjene: [ai] > [æ] > [e]. Kako se vidi u starofrancuskom, riječ maire označavala je različite lokalne dužnosti: ipak, u doba francuske revolucije ustalilo se putem pisanog prava da maire (= gradonačelnik) bude naziv onog dužnosnika koji je izabran među članovima općinskog vijeća. Ako je pravilan razvoj bio mājor > maire, možemo razumjeti da francuski pridjev majeur (= veći), koji čuva semantičku vrijednost latinskog originala, nije ostao nepromijenjen zahvaljujući uporabi, nego da predstavlja kasniju posuđenicu iz latinskog, uglavnom iz filozofskog i crkvenog jezika (npr. la majeur d’un syllogisme iz 14. st., ordres majeurs iz 17. st.).[8]
- Latinski glagol facere (= činiti, raditi) pravilno je dao šp. hacer [aθér], gdje se primjećuje postupno obezvučenje inicijalnog #f- (labijalni dental prelazi u nelabijalni, a zatim gubi fonetsku vrijednost: [f] > [Φ] > [ø]). Međutim, suvremene španjolske riječi kao factura (= račun), factoría (= tvornica), fácil (= lagan), koje su etimološki povezane s glagolom facio – čije dakle izvedenice predstavljaju – očigledno nisu riječi koje bi španjolski naslijedio iz vulgarnog latiniteta, već ih je preuzeo iz učenog vokabulara onda kada je fonetski zakon obezvučenja glasa [f] već uglavnom prestao djelovati.
- Slično tome, vulgarnolatinsko fungum (akuzativ od fungus = gljiva) dalo je tal. fungo, kat. fong, port. fungo i šp. hongo, s promjenom [f] > [h] koja je uobičajena u španjolskom jeziku (usp. filius > šp. hijo, sin). Ali u španjolskom nalazimo i fungo, koje, sudeći po odsustvu očekivane fonetske promjene, predstavlja kasniju posuđenicu iz učenog vokabulara klasičnog latiniteta, a ne riječ naslijeđenu iz vulgarnog latiniteta.[9]

Ponekad bi riječ iz klasičnog latiniteta bila zadržana zajedno s riječju paralelnog značenja iz vulgarnog latiniteta. U vulgarnom latinskom, klasično caput, -itis (= glava) zamijenjeno je riječju testa (prvobitno: vrč, kup; promjena koja je poznata i u drugim jezicima, usp. eng. cup [= kup, vrč] i njem. Kopf, glava), kao što se vidi iz fr. tête (= glava), tal. testa (= glava). Međutim, u istim jezicima očuvala se i riječ caput, dakako u promijenjenom fonetskom obliku, ali uglavnom u metaforičkom značenju "vođa, šef, gazda": fr. chef, tal. capo; usp. i šp. jefe. Izvorno značenje latinske riječi očuvalo se u rumunjskom, gdje i riječ cap i riječ ţeastă imaju isto značenje (= "glava") ali se riječ koja potječe iz klasičnog latiniteta češće koristi u anatomskom značenju. Južni talijanski dijalekti zadržali su capo kao uobičajenu riječ u značenju "glava". Na Pirenejima značenje glava ima šp. cabeza i port. cabeça, koje vuku podrijetlo iz vulgarnolatinskog *capetia (< lat. caput, -itis), dok se riječ testa u portugalskom očuvala u značenju čelo. Neki lingvisti vide u ovom slučaju dokaze teorije talijanskog filologa Mattea Bartolija, da periferni jezici pokazuju tendenciju prema lingvističkom konzervativizmu i očuvanju arhaizama.
U ovom razdoblju bila je prilično uobičajena prijedložna prefiksacija glagola, što je za posljedicu imalo nestanak jednostavnih oblika. Također se opaža sve veći broj riječi oblikovanih pomoću sufiksa – kao npr. -bilis, -arius, -itare i -icare – koji se rabe kako bi se ujednačili nepravilni oblici i gramatički rod.

### Glose iz Reichenaua
Značajan doprinos današnjem poznavanju vulgarnog latiniteta u Francuskoj pružaju tzv. Glose iz Reichenaua, nazvane tako po benediktinskoj opatiji Reichenau, koja se nalazi na istoimenom otoku u njemačkom dijelu Bodenskoga jezera, sjeverozapadno od Konstanza. Radi se o popisu riječi napisanih na margini jednog rukopisa Vulgate, s ciljem da se u tekstu objasni značanje onih latinskih riječi koje se više nisu mogle sasvim razumjeti u 8. stoljeću kada je rukopis nastao. Objašnjenja su dana u obliku vulgarnog latiniteta koji se smatra pretkom starofrancuskog jezika.
U popisu Glosa iz Reichenaua koji slijedi, najprije je dana latinska riječ, a zatim njoj odgovarajući vulgarnolatinski termin koji je objašnjava. Ove glose pokazuju kako su latinske riječi iz 4. st. (kada je Vulgata nastala) zamjenjivane novim leksičkim odrednicama, koje su obično kasnije i prevladale u romanskim jezicima:
- femur (= bedro) || coxa (> port. coxa, fr. cuisse, tal. coscia, kat. cuixa, rum. coapsă)
- arena (= pijesak) || sabulo (> fr. sable, tal. sabbia; ali: šp. arena, port. areia)
- canere (= pjevati) || cantare (> šp./port./kat. cantar, fr. chanter, tal. cantare, rum. cânta)
- in ore (= na ustima) || in bucca (> šp./port./kat. boca, fr. bouche, tal. bocca).

Neke glose svjedoče o gramatičkim promjenama:
- singulariter (= napose, pojedince) || solamente (> fr. seulement, šp. solamente (= jedino): naime, vidljivo je da latinska imenica mens, -ntis (= um) zadobiva gramatičku vrijednost i nerijetko dolazi u funkciji priložnog sufiksa)
- sanior (= zdraviji) || plus sano (> fr. plus sain, tal. più sano, rum. mai sănătos, šp. más sano, port. mais são, kat. més sa: tendencija perifrastične tvorbe komparativa).

U popisu se pojavljuju i posuđenice iz njemačkih dijalekata:
- turbas (= gomila, ak. mn.) || fulcos (njem. Volk), od čega su fr. foule, tal. folla (ali: šp. turbia, port./kat. turba)
- galea (= kaciga) || helme (njem. Helm), od čega su fr. heaume, tal./port. elmo, šp. yelmo, kat. elm
- Gallia (= Galija) || Francia (= Francuska) (> fr. France, kao i u drugim jezicima: termin koji je prvobitno označavao njemačko pleme Franaka i prešao u keltsku i rimsku Galiju).
- cementariis (= zidari, dativ mn.]) || mationibus (> fr. maçons)
- non pepercit (= nije poštedio) || non sparniavit (> fr. épargner = štedjeti).

U sljedećem popisu nalaze se neke riječi čije se značenje promijenilo:
- ager (= polje) || campus, prvobitno značenje: ravnica (> fr. champ, šp. campo)
- caseum (= sir, ak.) || formaticum, prvobitno u izrazu caseus (formaticus), sir u određenom obliku (> fr. fromage, tal. formaggio, ali i: cacio)
- milites (= vojnici) || servientes, prvobitno značenje: sluge (> fr. sergent, tal. sergente)

## Morfologija

### Nestanak padeža
Fonetske promjene koje su se događale u vulgarnom latinitetu otežavale su očuvanje padežnog sustava imenskih riječi kakav je postojao u klasičnom latinskom, i na kraju su se pokazale pogubnima za kompliciran sustav od pet deklinacija koji je postojao u latinskom jeziku. Kao posljedica toga, u vulgarnom se latinskom opaža pomicanje nekada sintetičkog jezika prema analitičkom, u kojemu red riječi predstavlja jedan od glavnih sintaktičkih elemenata. Gubitak završnog /-m/, gubitak dugih samoglasnika i monoftongizacija dvoglasa /ae/ u /e/ izazvali su velike promjene u imenskoj paradigmi a-deklinacije, kao što se vidi na primjeru sklanjanja imenice rosa (= ruža), koje je dano u tablici.
Do potpunog gubitka padežnog sustava došlo je postupno. Starofrancuski je i dalje razlikovao nominativ od kosih padeža (što je poznato kao cas sujet – cas régime), ali je i ta razlika konačno nestala iz jezika tijekom 12. i 13. stoljeća, ovisno o dijalektima. Slična razlika postojala je i u starom okcitanskom jeziku, kao i u nekim retoromanskim dijalektima sve do prije nekoliko stoljeća. Rumunjski jezik i dalje razlikuje genitiv/dativ zajedno s tragovima vokativa.
Razlika između jednine i množine u romanskim se jezicima pravi na dva načina. Sjeverno i zapadno od linije La Spezia – Rimini, koja prolazi sjevernom Italijom, jednina se obično razlučuje od množine pomoću završnog -s, koje se proširilo analogijom, jer je bilo prisutno u akuzativu množine imenica muškog i ženskog roda svih deklinacija. Južno i istočno od spomenute linije razlika između jednine i množine pravi se pomoću promjene završnih samoglasnika, kao što je istovremeno slučaj u talijanskom i rumunjskom jeziku. Ovaj razvoj očuvao je i proširio način razlikovanja jednine i množine koji se opaža u latinskoj a- i o-deklinaciji (-ae, -as / -i, -os).

### Razvoj člana
Teško je točno utvrditi u kojem su vremenskom trenutku nastali određeni članovi, kojih nema u klasičnom latinskom, a prisutni su u svim romanskim jezicima. Budući da se član razvio prvenstveno u govornom jeziku kao emfatička deiktička čestica, on se vjerojatno nije opažao u pisanom latinitetu sve dok se nisu pojavili derivativni jezici koji su se već jasno razlikovali od latinskog. Većina sačuvanih tekstova pisanih na najstarijim verzijama romanskih jezika sadrži već u potpunosti razvijene članove.
Kao i u drugim indoeuropskim jezicima, određeni su se članovi prvo pojavili kao pokazne zamjenice ili pokazni pridjevi. Već u klasičnom latinskom pokazne zamjenice ille, illa imale su vrijednost člana, što je vodilo k postupnom iščezavanju njihovog pokaznog značenja (desemantizacija). Rezultat tog razvoja bio je ovaj niz članova u romanskim jezicima: fr. le, la, šp./kat. el, la, tal. il, la. Portugalski članovi o, a u krajnjoj liniji potječu iz istog izvora. U sardskom jeziku došlo je do posebnog razvoja, jer njegovi određeni članovi su, sa potječu od latinske pokazne zamjenice ipse, ipsa; od iste zamjenice potječu i članovi u nekim katalonskim i okcitanskim dijalektima. Najzad, valja primijetiti da, dok u većini romanskih jezika član dolazi ispred imenice na koju se odnosi, rumunjski je sledio vlastiti razvojni put, pa u njemu članovi stoje iza imenice, npr. lupul (< lat. lupum illum = ovaj vuk), omul (< lat. *homo illum = ovaj čovjek). 
Uz to, kao i u grčkom jeziku, broj unus, una počeo je dobivati značenje «neki», što je rezultiralo time da se on počeo redovno koristiti kao neodređeni član. Od tog broja potječe ovaj niz neodređenog člana u romanskim jezicima: fr. un, une, tal. uno, una, šp. un, una i dr. Ostale pokazne zamjenice također su ostavile traga: fr. ce (= taj) < lat. ecce hoc, oui (= da) < stfr. oil < lat. hoc ille, tal. quello (= onaj) < lat. eccum illum, questo (= ovaj) < lat. eccum istum itd.
Desemantizacija pokazne zamjenice započela je vrlo rano u latinskom jeziku. Poznato je da se pokazna zamjenica rabila u složenicama, u kojima se vidi gubitak njene pokazne vrijednosti. Na primjer, u prijevodu Biblije poznatom kao Vetus Latina, nalazi se odlomak: ''est tamen ille dæmon sodalis peccati (= đavo je prijatelj grijeha), u kontekstu koji sugerira da riječ ille nije mogla imati nikakvog drugog značenja doli vrijednost člana. Potreba da se prevedu svete knjige napisane na grčkom jeziku, koji je od Homera posjedovao gramatički član, možda je pridonijelo razvoju člana u crkvenom latinitetu. U spisu Peregrinatio Aetheriae na sličan se način upotrebljava ipse: per mediam vallem ipse (= sredinom doline), što sugerira da je i ta zamjenica gubila svoje pokazno značenje.
Još jedan pokazatelj slabljenja prvotnog značenja pokaznih zamjenica i pridjeva jest i činjenica da su pravni i slični tekstovi toga doba preplavljeni riječima kao što su prædictus, supradictus itd. (svi sa značanjem = navedeni, rečeni), koji u načelu ne znače ništa drugo doli ovaj ili onaj. Grgur Tourski piše: Erat autem […] beatissimus Anianus in supradicta civitate episcopus (= Blagoslovljeni Anijan bio je biskup u tom gradu). Stari latinski pokazni pridjevi i zamjenice izgubili su svoju nekadašnju jasnu semantičku vrijednost. Na primjer, u neformalnom govoru rekonstruirani oblici sugeriraju da su iz latinskog jezika naslijeđeni pridjevi i pokazne zamjenice bili osnaživani dodavanjem riječi ecce (= eto!, evo!, gle!) ili *eccu < eccum (= gle ga!). Odatle potječu stfr. cil (< *ecce ille), cist (< *ecce iste) i ici (< *ecce hic), šp. aquel i port. aquele (< *eccu ille), tal. questo (< *eccu istum), quello (< *eccu illum), kao i priložni izrazi: šp. acá, port. cá (< *eccu hac), acolá (< *eccu illac) i aquém (< *eccu inde). 
I funkcionalni stil svakako je imao značajnu ulogu. U Zakletvi iz Strasbourga, koja je već spomenuta kao jedan od najranijih spomenika romanskih jezika, ne nalazimo nijednu pokaznu zamjenicu u funkciji člana ili čestice koja bi pojačavala značenje imenice, pa čak ni na mjestima na kojima se kasnije u romanskim jezicima svakako nalazi takav gramatički oblik. Očito, uporaba pokaznih zamjenica u funkciji člana još uvijek se smatrala previše neformalnom da bi ušla u tekst jedne kraljevske zakletve u 9. stoljeću. Treba također istaknuti da su vidljive znatne razlike u uporabi člana u različitim jezicima. U rumunjskom, na primjer, član se može kao sufiks spojiti s imenicom, kao i u drugim jezicima iz južnoslavenske jezične zajednice, ali i u sjevernim germanskim jezicima (npr. danskom, švedskom i dr.).

### Nestanak srednjeg roda
U većini romanskih jezika klasični je latinski sustav s tri gramatička roda zamijenjen sustavom s dva roda, muškim i ženskim. U latinskom je izricanje roda bilo važno, s jedne strane, radi kongruencije imenice s pridjevom ili zamjenicom, a s druge, radi razlikovanja deklinacijskih paradigmi. 
Srednji rod iz klasičnog latiniteta u većini se slučajeva stopio s muškim rodom, kako sintaktički tako i morfološki. Sintaktička je zabuna očito započela sa slučajevima u kojima pridjev nije točno označavao rod, i to počevši od akuzativa, kako se vidi već na grafitima iz Pompeja, npr. cadaver mortuus umjesto pravilnog cadaver mortuum (= mrtvo tijelo) i hoc locum umjesto pravilnog hunc locum (= ovo mjesto). Morfološka se zabuna pokazuje uglavnom u usvajanju nominativnog završetka -us (-Ø poslije -r), karakterističnog za muški rod, umjesto završetka -um, pravilnog za srednji rod (sa zajedničkim akuzativnim završetkom -um) u o-deklinaciji. Na primjer, kod Petronija (1. stoljeće) nalazimo riječi balneus umjesto pravilnog balneum (= kupaona), fatus umjesto fatum (= sudbina), caelus umjesto caelum (= nebo), amphitheater umjesto amphitheatrum (= amfiteatar) te, obratno, thesaurum umjesto thesaurus (= blago).
U modernim romanskim jezicima ovaj tip nominativnog imenskog završetka na -s više se ne pojavljuje, a sve imenice potekle iz latinske o-deklinacije imaju završetak koji je nastao od akuzativnog -um, koje se razvilo ili u samoglasnik ili u nulti završetak: -um > -u/-o/-Ø, na primjer lat. murum (= zid) > tal. i šp. muro, kat. i fr. mur; lat. caelum (= nebo) > tal. i šp. cielo, fr. ciel, kat. cel. Starofrancuski još čuva -s u nominativu i -Ø u akuzativu u oba prvobitna roda (murs, ciels).
U nekim imenicama srednjeg roda 3. deklinacije ablativni oblik dao je produktivnu imensku osnovu u romanskim jezicima, dok je u drugim imenicama tu osnovu dao oblik za nominativ/akuzativ, koji su u klasičnom latinskom bili identični. Ima dokaza za tvrdnju da je srednji rod postao nestabilan još u carsko doba. Karakterističan je primjer latinske riječi lac, -ctis (= mlijeko). U romanskim jezicima oblici ove riječi, kao fr. (le) lait, kat. (la) llet, šp. (la) leche, port. (o) leite, tal. (il) latte, rum. lapte(le), svi potječu od anomalnog oblika srednjeg roda za nominativ/akuzativ lacte ili od rijetkog akuzativa muškog roda lactem. Valja primijetiti da je u španjolskom i katalonskom ova riječ prešla u ženski rod, dok je u ostale jezike ušla kao imenica muškog roda. Neke imenice srednjeg roda, međutim, održale su se u romanskim jezicima, ali samo po formi i bez vrijednosti posebnih morfoloških primjera, npr. lat. nom./akuz. nomen (= ime) > fr. nom, port. nome, tal. nome itd., dok je nepravilna kosa osnova *nominem dala šp. nombre.
Još jedan faktor koji je doveo do nestanka srednjeg roda bio je završetak -a/-ia u množini većine imenica srednjeg roda. Neke od tih imenica tumačile su se kao jednina ženskog roda. Primjeri: lat. gaudium (= radost), mn. gaudia > fr. (la) joie, kat. (la) joia, tal. (la) gioia (posuđenica iz francuskog); tako i lat. lignum (= drvo), mn. ligna > tal. (la) legna (uz oblik il legno), šp. (la) leña, kat. (la) llenya. U nekim jezicima još uvijek postoji poseban oblik koji potječe od stare množine srednjeg roda koji se gramatički smatra ženskim rodom: lat. bracchium (= ruka), mn. bracchia > tal. (il) braccio ali mn. (le) braccia, rum. braţ(ul) ali mn. braţe(le). Usp. također merovinški latinski ipsa animalia aliquas mortas fuerant.
Očuvanje srednjeg roda proizvelo je heteroklitne imenice u različitim romanskim jezicima. Na primjer, tal. izraz l’uovo fresco (= svježe jaje) u množini glasi le uova fresche. Udžbenici talijanskog jezika daju nepotpuno objašnjenje da se ovaj izraz u jednini nalazi u muškom rodu, a da je u množini ženskoga roda. Međutim, točnije je reći da je imenica uovo (= jaje) jednostavno srednjega roda (< lat. ovum, mn. ova) te da se ponaša u skladu s pravilnim razvojem morfoloških završetaka srednjeg roda. Prema tome, sa stanovišta historijske gramatike može se reći da je latinski srednji rod opstao u talijanskom i rumunjskom jeziku.
Ove su tvorbe bile posebno uobičajene ako su se njima mogli izbjeći nepravilni oblici. U klasičnom latinskom jeziku imenice koje označavaju drveće često su bile ženskoga roda, ali su mnoge pripadale o-deklinaciji, u kojoj su prevladavale imenice muškog i srednjeg roda. 
Primjeri:
- lat. pirus (= stablo breskve) (ženski rod s tipičnim završetkom muškoga roda) > tal. (il) pero, rum. păr(ul), fr. (le) poirier, šp. (el) peral (sve muški rod), ali: port. (a) pereira, kat. (la) perera (ženski rod),  * lat. fagus (= bukva) (također ž.r. s tipičnim nastavkom m.r.) > rum. fag(ul), kat. (el) faig (muški rod), zamijenjen pridjevskim oblicima u tal. (il) faggio, šp. (el) haya, port. (a) faia (< lat. fageus, fagea = bukov).

Kao i obično, nepravilni oblici najduže su se održali uglavnom u visokofrekventnim riječima. Na primjer, lat. imenica manus (= ruka), koja je ženskog roda ali pripada u-deklinaciji u kojoj prevladava muški rod, zadržala je u romanskim jezicima i svoj originalni gramatički rod i svoju morfološku sličnost s imenicama muškog roda: tal. i šp. (la) mano, fr. (la) main, kat. (la) mà, port. (a) mão.
Osim talijanskih i rumunjskih heteroklitnih imenica, u ostalim romanskim jezicima nema ni traga imenicama srednjeg roda, ali svi ovi jezici kod zamjenica semantički jasno razlikuju srednji rod (premda bi za neke jezike pravilnije bilo reći – neživi rod): fr. celui-ci, celle-ci, ceci, šp. este, esta, esto (= on, ona, ono), tal. gli, le, ci (= mu, joj), port. todo, toda, tudo (= svaki, svaka, svašta).
Valja reći i da u španjolskom jeziku postoji i član za srednji rod lo, koji se obično upotrebljava uz apstraktne imenice ili kategorije, npr. lo bueno (= dobrota), lo importante (= važnost, ono što je važno): Lo importante es ayudarle (= Važno je pomoći mu), ili: ¿Sabes lo tarde que es? (= Znaš li koliko je kasno?). Ovo se obično tumači kao postojanje srednjeg roda u španjolskom, premda se ni u jednom drugom slučaju ne pravi morfološka razlika, a i u navedenim slučajevima može se rabiti i član za muški rod el, što bi proizvelo samo suptilnu semantičku razliku.

### Funkcija prijedloga
Nestanak morfološkog razlikovanja padeža značilo je da sintaktičku funkciju koju je ranije obavljao padežni sustav sada moraju preuzeti prijedložni ili drugi perifrastični izrazi. Broj takvih partikula povećao se, a mnoge su stvorene složenicama od drugih partikula.  
Romanski jezici puni su takvih gramatičkih partikula, kao šp. donde (= gdje) < lat. de + unde; fr. dès (= od) < lat. de + ex; fr. dans (= u, na) < lat. de + intus, tj. dosl. = iz unutra, dok sinonimno šp. desde < lat. de + ex + de, uz semantičko osnaživanje); šp. después i port. depois (= poslije) < lat. de + ex + post. Neke od ovih novih složenica pojavljuju se u tekstovima iz vremena kasnog carstva, kao kasnolatinsko de foris (= van, izvan), od kojega potječu fr. dehors, šp. de fuera, port. de fora. Na primjer, kod Hijeronima nalazimo: si quis de foris venerit (= ako tko ode van). 
Kako je nestajao padežni sustav, postupno su njegove funkcije preuzimali prijedlozi. U vulgarnom latinskom konstrukcija ad + akuzativ počela se upotrebljavati umjesto dativa:
- Klasični latinski: Iacōbus patrī librum dat.

- Vulgarni latinski: Jacomos levro a (p)patre donat.

- Prijevod: Jakov daje knjigu ocu.

Slično tome, genitiv se u vulgarnom latinskom počeo zamjenjivati konstrukcijom de + ablativ:
- Klasični latinski: Iacōbus mihi librum patris dat.

- Vulgarni latinski: Jacomos me levro de patre donat. Ili: Jacomos levro de patre a (m)me donat.

- Prijevod: Jakov mi daje očevu knjigu.

### Prilozi
Klasični latinski raspolagao je različitim sufiksima za tvorbu priloga od pridjeva, npr. pridjev carus (= drag) > prilog care; prid. acer (= oštar) > pril. acriter. Svi su se ovi tvorbeni sufiksi izgubili u vulgarnom latinskom, gdje su se prilozi uvijek gradili od ablativnog oblika ženskog roda kojemu bi se dodao oblik -mente. Sufiks -mente izvorno je bio ablativ imenice ženskog roda mens, -ntis (= um, pamet). Na primjer, od pridjeva velox (= brz) pravilno se u klasičnom latinskom pravio prilog velociter (= brzo), ali u vulgarnom latinskom prilog se opisivao pomoću izraza veloce mente. Tako je nastala današnja pravilna tvorba priloga u svim romanskim jezicima: jednina ženskog roda pridjeva + -mente. Ova prvobitno zasebna riječ postala je sufiks u kasnolatinskom razdoblju.  
Čini se da je ova promjena započela već od 1. st. pr. Kr., kako se vidi u sljedećem odlomku iz Katulove 8. pjesme:
Nunc iam illa non vult; tu, quoque, impotens, noli

Nec quae fugit sectare, nec miser vive,

Sed obstinata mente perfer, obdura.
"Sad ona neće: nemoj, slabiću, nì tī,

za nevjerom ne trči, ne budi jadan,

podnesi postojana srca [= postojano] sve, istraj".
Svi prilozi u romanskim jezicima na -ment, -mente potječu od adverbijalizacije ove imenice, koja je tako dobila značajnu ulogu u povijesti latinskog jezika: npr. fr. seulement (= samo), heureusement (= sretno), tal. pericolosamente (= opasno).

### Glagoli
Fonetske promjene koje su erodirale imenski sustav mnogo su manje utjecale na glagolske oblike. Zapravo, aktivni će glagol u španjolskom – ili u nekom drugom modernom romanskom jeziku – i danas veoma nalikovati latinskom glagolu od kojega je potekao. Jedan od faktora koji su glagolskom sustavu dali veću stabilnost bila je činjenica da je jaki dinamički akcent u vulgarnom latinskom – koji je zamijenio blagi dinamički akcent kakav je postojao u klasičnom jeziku – često za posljedicu imao to da su u različitim oblicima jednoga glagola bili naglašeni različiti slogovi. Zbog toga, premda su se oblici riječi i dalje fonetski razvijali, distinkcije između različitih glagolskih oblika nisu mnogo erodirale. 
Na primjer, glagolski oblici u klasičnom latinskom sa značenjem "volim" i "volimo" glasili su amō i amāmus. Budući da je naglašeno [á] prelazilo u dvoglas u nekim područjima gdje se govorio starofrancuski, francuski je za prvi oblik dao (j’)aime, a za drugi (nous) amons. Premda se u oba slučaja izgubilo nekoliko fonema, različito mjesto naglaska u ova dva oblika pridonijelo je očuvanju morfološke razlike između njih, pa makar i po cijenu pretvaranja glagola u nepravilni. Pod utjecajem analogije neki su se oblici izjednačili (npr. suvremeni francuski ima nous aimons), ali su i neki moderni glagoli očuvali tu prvobitnu nepravilnost, npr. je viens (= dolazim) prema nous venons (= dolazimo). 
Drugi niz promjena, koji je započeo već u 1. st. n.e., ticao se gubitka nekih završnih suglasnika. Na jednom natpisu u Pompejima čitamo: quisque ama valia, što bi na klasičnom latinskom glasilo: quisquis amat valeat (= neka je dobro svatko tko voli). U oblicima prošlog glagolskog vremena mnogi su jezici proširili završetak -avi, koji se najčešće nalazi u 1. konjugaciji. To je dovelo do neobičnog razvoja: s fonetske točke gledišta, taj se završetak tretirao kao dvoglas -au- (s promjenom labiodentala u nelabijalan glas), a ne kao polusamoglasnik u grupi /awi/, pri čemu se glas /w/ u nekim jezicima i izgubio. Tako su latinski oblici amaui (= zavolio sam), amauit (= zavolio je) u mnogim područjima dali protoromanske oblike *amai i *amaut, što je zatim dalo šp. amé, amó i port. amei, amou; usp. i oblike passé simple u fr., koji se upotrebljavaju samo u pisanom jeziku donnai (= dadoh) < lat. donavi, chantai (= zapjevah) < cantavi; usp. i oblike talijanskog aorista (passato remoto) amai i amammo. Čini se stoga da su u govornom jeziku ove promjene u konjugaciji započele prije no što se izgubio polusamoglasnik /w/. 
Još jedna važna promjena u sustavu dogodila se s budućim vremenom, koje se u vulgarnom latinskom počelo izricati pomoćnim glagolima. Do toga je možda došlo zbog fonetskog stapanja intervokalskog /b/ i /v/, što je kao posljedicu imalo to da se futurski oblik (npr. amabit = voljet će) ne razlikuje od oblika za perfekt (npr. amavit = volio je), što je pak uzrokovalo znatnu zabunu. Uz uvođenje pomoćnog glagola habere (= imati) nastao je novi, perifrastični futurski oblik *amare habeo. Ovaj izraz kontrahiran je u zapadnim romanskim jezicima, kako se može vidjeti u sljedećim prijevodima izraza "voljet ću" na suvremene romanske jezike: 
- francuski: j’aimerai (je + aimer + -ai) < aimer (= voljeti) + -ai (= imam).
- portugalski: amarei (amar + -[h]ei) < amar (= voljeti) + -hei (= imam).
- španjolski i katalonski: amaré (amar + -[h]e) < amar (= voljeti) + -he (= imam).
- talijanski (kod glagola na -are mijenja se tematski samoglasnik osnove): amerò (amer + -[h]o) < amare (= voljeti) + -ho (= imam).

Na isti se način razvio i novi pogodbeni način, različit od konjunktiva (infinitiv + oblik glagola habere). Činjenica da su završeci futura i kondicionala nekada bile zasebne riječi još uvijek se vidi u portugalskom, koji dopušta da se enklitične objektne zamjenice u ovim oblicima inkorporiraju kao infiksi između korijena glagola i njegovog završetka: (eu) amarei (= voljet ću), ali amar-te-ei (= voljet ću te), od amar + te [= te] + (eu) hei = amar + te + [h]ei = amar-te-ei. 
Za razliku od dvotisućljetnog očuvanja velikog dijela aktivnog glagolskog sustava, sintetički oblici pasiva u potpunosti su se izgubili iz romanskih jezika, a njihovu je sintaktičku funkciju preuzela perifrastična konstrukcija pomoćnog glagola i participa glavnog glagola (tj. "biti" + particip prošli), ali se pasiv može izricati i pomoću povratnih zamjenica.

#### Glagolske tablice
U konjugacijskim paradigmama koje slijede dan je razvoj glagolskog sustava iz klasičnog latinskog u vulgarni latinski te odraz vulgarnolatinskih oblika u četiri romanska jezika. Kao primjeri dane su paradigme glagola amare (= voljeti) i pomoćnog glahola esse (= biti).

#### amare
|                    | Latinski                                                         | Vulgarni latinski                                                               | Španjolski                                                     | Portugalski                                                         | Talijanski                                                        | Francuski                                             |
| Infinitiv          | amare                                                            | amare                                                                           | amar                                                           | amar                                                                | amare                                                             | aimer                                                 |
| Prezent            | amo amas amat amamus amatis amant                                | amo amas ama amamos amates aman                                                 | amo amas ama amamos amáis aman                                 | amo amas ama amamos amais amam                                      | amo ami ama amiamo amate amano                                    | aime aimes aime aimons aimez aiment                   |
| Imperfekt          | amabam amabas amabat amabamus amabatis amabant                   | amaba amabas amaba amabamos amabates amaban                                     | amaba amabas amaba amábamos amabais amaban                     | amava amavas amava amávamos amávais amávam                          | amavo amavi amava amavamo amavate amavano                         | aimais aimait aimions aimiez aimaient                 |
| Aorist             | amavi amavisti amavit amavimus amavistis amaverunt               | amai amasti amaut amammos amastes amaront                                       | amé amaste amó amamos amasteis amaron                          | amei amaste amou amámos amastes amaram                              | amai amasti amò amammo amaste amarono                             | aimai aimas aima aimâmes aimâtes aimèrent             |
| Perfekt            |                                                                  | amatum habo amatum habes amatum habe amatum habemos amatum habetes amatum haben | he amado has amado ha amado hemos amado habéis amado han amado | tenho amado tens amado tem amado temos amado tendes amado têm amado | ho amato hai amato ha amato abbiamo amato avete amato hanno amato | ai aimé as aimé a aimé avons aimé avez aimé ont aimé  |
| Konjunktiv Prezent | amem ames amet amemus ametis ament                               | ame ames ame amemos ametes amen                                                 | ame ames ame amemos améis amen                                 | ame ames ame amemos ameis amem                                      | ami amiamo amiate amino                                           | aime aimes aime aimions aimiez aiment                 |
| Imperfekt          | amarem amares amaret amaremus amaretis amarent                   | amare amares amare amaremos amaretes amaren                                     | amara amaras amara amáramos amarais amaran                     | amara amaras amara amáramos amáreis amaram                          | amerei amaresti amarebbe amaremmo amereste amarebbero             | - - -                                                 |
| Pluskvamperfekt    | amavissem amavisses amavisset amavissemus amavissetis amavissent | amasse amasses amasse amassemos amassetes amassen                               | amase amases amase amásemos amaseis amasen                     | amasse amasses amasse amássemos amásseis amassem                    | amassi amasse amassimo amaste amassero                            | aimasse aimasses aimât aimassions aimassiez aimassent |

#### esse
|                    | Latinski                                             | Vulgarni latinski                                                               | Španjolski                                               | Portugalski                                                   | Talijanski                                                      | Francuski                                      |
| Infinitiv          | esse                                                 | essere                                                                          | ser                                                      | ser                                                           | essere                                                          | être                                           |
| Indikativ Prezent  | sum es est sumus estis sunt                          | soi es somos estes sun                                                          | soy eres es somos sois son                               | sou és é somos sois são                                       | sono sei è siamo siete sono                                     | suis es est sommes êtes sont                   |
| Imperfekt          | eram eras erat eramus eratis erant                   | era eras era eramos erates eran                                                 | era eras era éramos erais eran                           | era eras era éramos érais eram                                | ero eri era eramo erate erano                                   | étais était étions étiez étaient               |
| Aorist             | fui fuisti fuit fuimus fuistis fuerunt               | fui fuisti fuiut fummos fostes fueront                                          | fui fuiste fue fuimos fuisteis fueron                    | fui foste foi fomos fostes foram                              | fui fosti fu fummo foste furono                                 | fus fut fûmes fûtes furent                     |
| Perfekt            |                                                      | statum habo statum habes statum habe statum habemos statum habetes statum haben | hé sido has sido ha sido hemos sido habéis sido han sido | tenho sido tens sido tem sido temos sido tendes sido têm sido | sono stato sei stato è stato siamo stati siete stati sono stati | ai été as été a été avons été avez été ont été |
| Konjunktiv Prezent | sim sis sit sejamus sitis sint                       | seia seias seia seiamos sites sin                                               | sea seas sea seamos seáis sean                           | seja sejas seja sejamos sejais sejam                          | sia siamo siate siano                                           | soit sois soit soyons soyez soient             |
| Imperfekt          | essem esses esset essemus essetis essent             | esse esses esse essemos essetes essen                                           | fuera fueras fuera fuéramos fuerais fueran               | fora foras fora fôramos fôreis foram                          | sarei saresti sarebbe saremmo sareste sarebbero                 | - - -                                          |
| Pluskvamperfekt    | fuissem fuisses fuisset fuissemus fuissetis fuissent | fosse fosses fosse fossemos fossetes fossen                                     | fuese fueses fuese fuésemos fuesteis fuesen              | fosse fosses fosse fôssemos fôsseis fossem                    | fossi fosse fossimo foste fossero                               | fusse fusses fût fussions fussiez fussent      |